# Henryk Kurta
Henryk Kurta (ur. 14 września 1935 w Paryżu, zm. 21 października 1993 w Brukseli) – polski pisarz, dziennikarz, publicysta, tłumacz, scenarzysta komiksów. Prasoznawca, starszy wykładowca na Wydziale Dziennikarstwa Uniwersytetu Warszawskiego. Pierwszy redaktor naczelny magazynu komiksowego Relax.

## Życiorys
Opublikował szereg książek naukowych i popularnonaukowych, kilka powieści oraz przewodniki turystyczne po Belgii i Luksemburgu. W latach 1969–1973 był redaktorem naczelnym czasopisma Widnokręgi. W 1976 został redaktorem naczelnym miesięcznika komiksowego Relax, na łamach którego ukazał się jego esej Era wizji. O historii i bohaterach komiksu oraz komiksy rysowane do jego scenariuszy przez Jerzego Wróblewskiego (Tajemnica głębin) i Grzegorza Rosińskiego (Przeobrażenie), wydane ponownie w antologii komiksów Ogień nad tajgą (1982).

## Twórczość

### Prace naukowe
- Reklama prasowa : (wybrane zagadnienia) (1969) wyd. 2 (wyd. 1 pod tytułem Rola i znaczenie reklamy w środkach informacji masowej, 1965)[2]
- Współczesna prasa zagraniczna : sylwetki wybranych tytułów  (1969)[3]
- Prasa za granicą : sylwetki 147 wybranych dzienników i czasopism z 39 krajów oraz krótkie charakterystyki 14 agencji prasowych (1972)[4]

### Książki popularnonaukowe
- Quebec czyli co się stało z morgą śniegu (1971)[5]
- W cieniu Marianny (1972)[6]
- książki z serii Wszystko o...[7]: 20 prezydentów Francji (1976)[8], Interpol (1976)[9], Informacja (1977)

### Powieści
- Largo con morte (1978)[10]
- Mors ultima ratio (1979)[11]
- Dzień Czerwonego Giganta (1982)[12]